# Гашербрум VI
Гашербрум VI — гірська вершина, що знаходиться в багатовершинному масиві Гашербрум хребта Балторо Музтаг гірської системи Каракорум, розташована на спірній території Гілгіт-Балтистан. Експедиція Марії Луїзи Ерканалі закінчилася провалом в 1986 р.
Жодна з експедицій не увінчалася успіхом, вершина так і не підкорена.